# Mycetophila boracensis
Mycetophila boracensis är en tvåvingeart som beskrevs av Lane 1948. Mycetophila boracensis ingår i släktet Mycetophila och familjen svampmyggor. Inga underarter finns listade i Catalogue of Life.